# کهلر (ویسکانسین)
کهلر، (به انگلیسی: Kohler) روستایی در شهرستان شیبویگان، ویسکانسین، ایالات متحده، در امتداد رودخانه شبیوگان است. در سرشماری سال ۲۰۱۰، جمعیت آن ۲۱۲۰ نفر بود. این منطقه در منطقه آماری شیبویگان، ویسکانسین است.